# Ngựa Samolaco
Ngựa Samolaco là một giống ngựa quý hiếm có nguồn gốc từ Valchiavenna và Valtellina, ở Lombardy, miền bắc Ý. Nó lấy tên từ thị trấn Samolaco, gần Chiavenna ở tỉnh Sondrio. Bị đe doạ nghiêm trọng, nó không nằm trong số mười lăm con ngựa bản xứ "các giống phân bố hạn chế" được công nhận bởi Hiệp hội các nhà lai tạo AIA của Ý. Tổng số cá thể giống này được liệt kê trong DAD-IS là hơn 12 vào năm 1994, và dưới 100 vào năm 1998, một ví dụ nữa về các giống có thể đã được xác định trong một chương trình truyền hình.

## Lịch sử
Ngựa Samolaco được cho là bắt nguồn từ việc lai giữa các loài động vật bản địa và ngựa Tây Ban Nha bị bỏ hoang vào khoảng thế kỷ 17 bởi các đồn điền của Tây Ban Nha trong các khu vực được gọi là Trivio di Fuentes và Pian di Spagna, mà thuộc về lãnh địa của Hoàng tử Eugène of Savoy vào năm 1706. FAO mô tả giống này là một hỗn hợp của quần thể ngựa Andalucia và ngựa ở địa phương. Những con ngựa này thường được nuôi nhốt trong mùa đông và chuyển sang đồng cỏ núi cao hơn vào mùa hè. Bò Bruna Alpina mạnh mẽ được ưa thích cho công việc phục vụ nông nghiệp và lâm nghiệp trong khu vực, và giống ngựa Samolaco không bao giờ được sử dụng rộng rãi. Sản xuất thịt ngựa không hấp dẫn về mặt kinh tế, và việc phát triển giống ngựa này phần lớn bị bỏ mặc. Vài con ngựa nhìn thấy trong những năm 1980 đã bị thoái hóa nghiêm trọng, với đôi chân và đầu nặng nề; màu hạt dẻ nhạt của chúng có thể là do sự lai tạo có hệ thống với ngựa Avelignese, vốn là một chương trình cải tiến lúc ban đầu nhưng sau lại trở thành một sự thay thế hoàn toàn.